# Montbrun, Lot
Montbrun är en kommun i departementet Lot i regionen Occitanien i södra Frankrike. Kommunen ligger i kantonen Cajarc som tillhör arrondissementet Figeac. År 2022 hade Montbrun 111 invånare.

## Befolkningsutveckling
Antalet invånare i kommunen Montbrun
| Referens: INSEE |